# Wei Zifu
Carica Wei Zifu (tradicionalni kineski: 衛子夫; pojednostavljeni kineski: 卫子夫; pinyin: Weì Zǐfū) (? - 91. pr. Kr.), formalno Wei Sihou (衛思后), bila je kineska carica za vrijeme dinastije Han.  
Bila je druga supruga cara Wua i uživala titulu carice 38 godina, druge najdugovječnije u kineskoj povijesti (iza carice Wang, supruge cara Wanlija od Minga).  
Također je poznata kao polusestra slavnog generala Wei Qinga, mlađa tetka Huo Qubinga i daleka rođakinja državnika Huo Guanga.